# Preußischer AT 569 – 578
Die Triebwagen der AT 569 – 578 der Preußischen Staatseisenbahn waren dreiteilige Akkumulatortriebwagen.
Im Unterschied zu den bekannteren Wittfeld-Akkumulatortriebwagen war diese Baureihe mit Stahlakkumulatoren ausgerüstet und trug im Betriebsdienst die Bezeichnung EDISON. Die Fahrzeuge waren größtenteils bis Anfang der 1930er Jahre im Einsatz, ein Triebwagen nach dem Umbau auf Bleiakkumulatoren bis 1949.

## Geschichte
Diese Fahrzeuge entstanden im Unterschied zu den Wittfeld-Akkumulatortriebwagen mit Stahlakkumulatoren, weil sich die Betreiber durch sie eine größere Reichweite, eine längere Lebensdauer, ein geringeres Gewicht, eine geringere Empfindlichkeit gegenüber Erschütterungen und eine schnellere Aufladung durch höhere Ladeströme versprachen. Die Fahrzeuge waren dreiteilig und durch Zug- und Stoßeinrichtung verbunden. Sie konnten zweiteilig verkehren. 1914 wurde ein Fahrzeug auf der Baltischen Eisenbahnausstellung in Malmö ausgestellt, durch den Ersten Weltkrieg konnten die Serie erst 1916 ausgeliefert werden. Die Abnahmefahrt führten die Fahrzeuge auf der Bahnstrecke von Breslau nach Glatz durch.
Gedacht waren die Akkumulatortriebwagen zur Zeit ihres Entstehens für den Betrieb auf kürzeren Nebenbahnen, um einen wirtschaftlicheren Betrieb als mit Dampflokomotiven durchführen zu können. Nach ihrer Indienststellung waren die Fahrzeuge im Bereich der Reichsbahndirektion Breslau beheimatet, über Einsätze dort gibt es in der Literatur keine Angaben. Schon 1920 waren die Fahrzeuge dann nicht mehr in Breslau eingesetzt.    
Ein Fahrzeug gelangte zur Söhrebahn und erhielt dort die interne Bezeichnung T 10. Weitere Einsatzorte waren Eberswalde und Güsten.
Bei der Söhrebahn erfüllte der Triebwagen nicht die an ihn gestellten Erwartungen. Da die anderen eingesetzten Fahrzeugen schon nach etwa 20 Jahren nicht mehr eingesetzt wurden, beendete die Söhrebahn den Betrieb mit diesem Fahrzeug ebenfalls.
Da die Fahrzeuge Einzelfahrzeuge waren, bot sich für die Weiterverwendung ein Einsatz als Personenwagen an. So waren bei der Söhrebahn nach dem Umbau des Mittelwagens in den VT 135 551 die beiden Endwagen noch 1961 als Personenwagen vorhanden. In der Reichsbahndirektion Magdeburg waren bis in die 1950er Jahre Fahrzeuge vorhanden, die aus der Serie der ehemaligen AT 577/0577/578 stammten.

## Konstruktive Merkmale

### Mechanischer Teil
Der Zug bestand aus drei zweiachsigen mit regulären Zug- und Stoßeinrichtungen verbundenen Fahrzeugen. Die Wagenuntergestelle bestanden aus kräftigen Lang- und Querträgern, die untereinander vernietet waren, der Wagenkasten war ein hölzernes Kastengerippe, das außen mit Stahlblech beplankt war. Das gewölbte Dach war an den Wagenenden eingezogen. In der Mitte jedes Untergestells waren die gleich großen Akkumulatoren in hölzernen Kästen untergebracht.
Eine Achse des Fahrgestelles jedes Wagens war die Antriebsachse mit einem Tatzlager-Antrieb, die andere Achse war als Laufachse ausgebildet. Der Mittelwagen des Zuges hatte an beiden Enden Führerstände, die Endwagen hatten diese nur an einer Seite. Dies ermöglichte die Verwendung des Zuges als Zweiwagen-Einheit. Durch die Steuerung der elektrischen Anlage war es möglich, zwei dreiteilige Züge von einem Führerstand aus zu bedienen. Die Einstiegsräume waren an den Enden der Fahrzeuge angeordnet. Dort hatte der Lokführer seinen Arbeitsplatz. Die Endwagen besaßen zwei Großraumabteile für die Reisenden, der Mittelwagen hatte außer zwei kleineren Abteilen für die Reisenden einen Gepäck- und einen Postraum. Die Beheizung der Wagen geschah durch von außen zu beschickende Brikettöfen, die unter den Sitzbänken lagen. Als Belüftung dienten Dachsauger.

### Elektrischer Teil
Die Hauptbauteile der elektrischen Ausrüstung waren die Akkumulatoren der Bauart EDISON, deren Zellen aus vernickeltem Stahlblech hergestellt wurden. Die Speicherplatten bestanden aus Nickelhydroxid und aus Kadmium-Pulver. Verdünnte Kalilauge wurde als Elektrolyt verwendet. Die Batterien für den AT 7 bestanden aus 270 Zellen mit einer Kapazität von 300 Ah. Die durchschnittliche Spannung betrug 330 V und die Masse 35.600 kg. Mit dieser Kapazität erreichte der Zug ungefähr 210 Kilometer Laufleistung. Geladen werden musste jede Batterie einzeln.
Die drei Fahrmotoren waren Reihenschlussmotoren. Die Stundenleistung jedes Fahrmotors betrug 66 kW bei 310 V und 740 Umdrehungen pro Minute. Zur Steuerung des Fahrzeuges waren die Batterien in zwei Bereiche unterteilt, beim Anfahren wirkten sie parallel auf den Fahrmotor, bei den folgenden Fahrstufen wurden durch Schütze die Anfahrwiderstände stufenweise kurz geschaltet. Ein weiteres Schütz konnte bei Gefällestrecken eine Stromrückgewinnung durch eine Nutzbremse einschalten. Der Fahrschalter war mit einer Totmanneinrichtung versehen, die beim Loslassen nach sieben Sekunden automatisch den Strom abschaltete und die Druckluftbremse auslöste.

## Umbauten

### Mit Batterietender

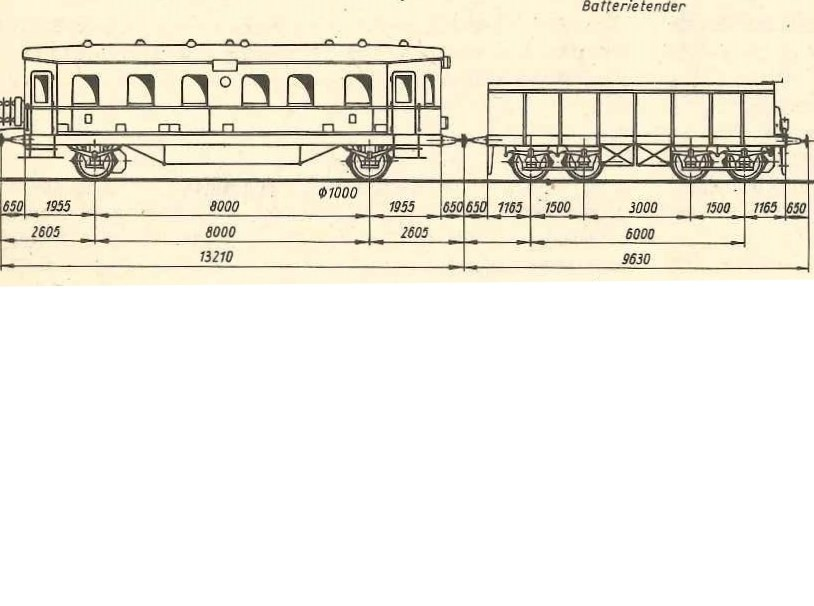
Ansicht eines Batterietenders für den AT7

Nach dem Ende des Ersten Weltkrieges gab es Projekte, zur Einsparung von Lokomotivkohle mehrere Züge als Akkumulatortriebwagen zu betreiben. Diese sollten als vierteilige Züge gebaut werden, bei denen die Batterien in einen Tender eingebaut werden sollten. Dieser Tender sollte an bestimmten Bahnhöfen getauscht werden. Lediglich bei den vorhandenen AT 569 – 578 wurden die Akkumulatoren aus dem Wagen ausgebaut. Die Züge wurden mit einem Tender ausgerüstet, bei dem zehn Bleiakkumulatoren mit einer Gesamtkapazität von 310 Ah installiert wurden. Dieser Tender hatte eine Länge über Puffer von 9.630 mm und einen Hilfsführerstand, um mit ihm den Zug rangieren zu können. Eine Achse des Tenders war angetrieben, wodurch sich die Achsfolge 2’(A1) ergab. Diese Züge wurden Anfang der 1930er Jahre ausgemustert.

### Mit Bleiakkumulator
Anfang 1929 erlitt der AT 577/0577/578 einen größeren Brandschaden, wobei der Mittelwagen vollständig ausbrannte. 1933/1934 wurde der Triebzug durch Verwendung eines neuen Mittelwagens im Ausbesserungswerk Cottbus wieder aufgebaut. Dabei wurde der Batterietender entfernt. Die Fahrzeuge erhielten anstatt der Stahlakkumulatoren Bleiakkumulatoren. Beim Mittelwagen wurden beide Achsen als Antriebsachsen ausgeführt, dazu musste das Untergestell verstärkt werden. Die Dienstmasse des Triebwagens stieg dabei auf 86,5 Tonnen. Von diesem Fahrzeug liegen Laufleistungen vor, sie betrugen in den Monaten Januar bis November 1949 zwischen 3.655 und 5.426 Kilometer. Danach wurde dieses Fahrzeug als letztes seiner Gattung ausgemustert und in Personenwagen umgebaut.